# Hermionopsis levisetosa
Hermionopsis levisetosa är en ringmaskart som beskrevs av Seidler 1923. Hermionopsis levisetosa ingår i släktet Hermionopsis och familjen Aphroditidae. Inga underarter finns listade i Catalogue of Life.